# Coelichneumon taihorinus
Coelichneumon taihorinus är en stekelart som beskrevs av Tohru Uchida 1932. Coelichneumon taihorinus ingår i släktet Coelichneumon och familjen brokparasitsteklar. Inga underarter finns listade i Catalogue of Life.